# لجنة التعديلات الدستورية المصرية 2011
لجنة عينها المجلس الأعلي للقوات المسلحة في 15 فبراير 2011
من أجل إجراء تعديلات علي دستور 1971 الذي تم تعطيله بموجب الإعلان الدستوري الذي أصدره المجلس العسكري في 13 فبراير 2011.
و قد تم الاستفتاء علي هذه التعديلات في يوم 19 مارس 2011 و وافق عليها الشعب بنسبة 77%.

## تشكيل اللجنة

### رئيس اللجنة
المستشار طارق البشري النائب الأول لرئيس مجلس الدولة الاسبق

### أعضاء اللجنة
- د.عاطف البنا، أستاذ القانون الدستورى بجامعة القاهرة،
- حسنين عبد العال العميد السابق لحقوق القاهرة،
- د. محمد باهي وكيل كلية حقوق إسكندرية.
- المستشار ماهر سامى يوسف، المستشار الفنى لرئيس المحكمة الدستورية العليا،
- الأستاذ صبحي صالح، محام نقض ينتمي لجماعة الإخوان المسلمين.
- المستشار حسن البدراوى، نائب رئيس المحكمة الدستورية،
- المستشار حاتم بجاتو، رئيس هيئة المفوضين بالمحكمة الدستورية العليا، و يكون مقرر اللجنة.

## اختصاصات اللجنة
تختص اللجنة بما يلي:
- دراسة إلغاء المادة 179 من الدستور المتعلقة بمكافحة الإرهاب.
- تعديل المواد 88 و77 و76 و189 و93 وكافة ما يتصل بها من مواد تري اللجنة ضرورة تعديلها لضمان ديمقراطية ونزاهة انتخابات رئيس الجمهورية ومجلسي الشعب والشوري.
- دراسة التعديلات اللازمة للقوانين المتعلقة بالمواد الدستورية محل التعديل.